# Nava de los Oteros
Nava de los Oteros es una pedanía perteneciente al municipio de Corbillos de los Oteros, situado en la comarca de Los Oteros, con una población de 20 habitantes según el INE.
Está situado al final de la CV-195-1 pasando por Velilla de los Oteros.

## Demografía
Tiene 20 habitantes, 12 varones y 8 mujeres censados en el municipio.